# Мон Трамблан (писта)
Монт-Треблан (на френски: Circuit Mont-Tremblant) е писта за провеждане на автомобилни и мотоциклетни състезания, намираща се в Канада, провинция Квебек, между селата Мон Трамблан и Сен Жовит.

## История
Открита е през 1964 година.
Използвана е за състезания за Голямата награда на Канада (от Формула 1) през 1968 и 1970 г. и за американски серии.

## Победители във Формула 1
| Година | Пилот      | Конструктор   | Писта        | Статистика |
| ------ | ---------- | ------------- | ------------ | ---------- |
| 1970   | Джаки Икс  | Ферари        | Монт-Треблан | Статистика |
| 1968   | Денис Хълм | Макларън-Форд | Монт-Треблан | Статистика |